# Arturo Ambrogi
Pour les articles homonymes, voir Ambrogi.
Arturo Ambrogi (né le 19 octobre 1875 à San Salvador, au Salvador, mort le 8 novembre 1936 dans la même ville) est un écrivain et journaliste du Salvador, considéré comme l'un des fondateurs de la littérature salvadorienne, avec Francisco Gavidia et Alberto Masferrer, et un des représentants du costumbrisme en Amérique centrale.

## Biographie
Il était fils d'immigrant italien. À l'âge de 16 ans, il connut le poète nicaraguayen Rubén Darío. Travaillant comme journaliste, il voyagea à travers l'Europe, l'Amérique du Sud et l'Extrême-Orient. Lors de ses voyages dans le Cône Sud, il connut l'écrivain uruguayen José Ingenieros. Son père créa les conditions économiques permettant à Arturo de suivre une formation élitiste et d'acquérir une culture large et cosmopolite, à tel point qu'il fut considéré comme le salvadorien le mieux informé de son époque.
Il resta célibataire toute sa vie et n'eut aucun enfant. Seul son frère, Constantino Ambrogi Acosta, qui s'installa au Nicaragua, se maria avec Rosa Medal et eut trois enfants, qui assurèrent la succession littéraire de leur oncle. Le père d'Arturo s'appelait Constantino Ambrogi Luissi et sa mère Lucrecia Acosta et était elle-même fille de l'écrivain Vicente Acosta. Le dernier neveu d'Arturo à décéder était Vicente Julian Ambrogi Medal, à l'âge de 80 ans en 1999, il portait ce nom en l'honneur de Vicente Acosta, idée qu'Arturo avait suggéré à son frère. Sa dépouille demeure près de celle de son père au cimetière de la ville de Jinotepe.
Ambrogi cultive dans ses livres la narration costumbriste et fut influencé par le romantisme espagnol et le modernisme hispano-américain. Dans ses contes et chroniques, il voulut décrire de façon précise les aspects traditionnels de la vie des paysans salvadoriens. Ses autres œuvres importantes sont Cuentos y Fantasías (1895), Máscaras, Manchas y Sensaciones (1901), El Libro del Trópico (1907), Sensaciones del Japón y de la China (1915) et El Jetón (1936).